# Liste der Biografien/Pola
Liste der Biografien |
Portal Biografien |
Personensuche
# |
A |
B |
C |
D |
E |
F |
G |
H |
I |
J |
K |
L |
M |
N |
O |
P |
Q |
R |
S |
T |
U |
V |
W |
X |
Y |
Z |
?
 
Pa |
Pc |
Pe |
Pf |
Ph |
Pi |
Pj |
Pk |
Pl |
Pm |
Pn |
Po |
Pr |
Ps |
Pt |
Pu |
Pv |
Pw |
Py
 
Poa |
Pob |
Poc |
Pod |
Poe |
Pof |
Pog |
Poh |
Poi |
Poj |
Pok |
Pol |
Pom |
Pon |
Poo |
Pop |
Por |
Pos |
Pot |
Pou |
Pov |
Pow |
Pox |
Poy |
Poz
 
Pola |
Polc |
Pold |
Pole |
Polf |
Polg |
Polh |
Poli |
Polj |
Polk |
Poll |
Polm |
Poln |
Polo |
Pols |
Polt |
Polu |
Polv |
Polw |
Poly |
Polz
Die Liste der Biografien führt alle Personen auf, die in der deutschsprachigen Wikipedia einen Artikel haben. Dieses ist eine Teilliste mit 192 Einträgen von Personen, deren Namen mit den Buchstaben „Pola“ beginnt.

## Pola
- Pola Maqdassi, Mikha (* 1949), irakischer Geistlicher, chaldäisch-katholischer Weihbischof im Patriarch von Bagdad
- Pola, Arrigo (1919–1999), italienischer Opernsänger (Tenor) und Gesangspädagoge
- Pola, Benedetto (1915–2000), italienischer Radrennfahrer
- Pola, Isa (1909–1984), italienische Schauspielerin
- Pola, Paolo (1773–1841), italienischer Dichter und Opernlibrettist
- Pola, Sergio (1674–1748), Titularbischof von Famagusta
- Pola, Thomas (* 1956), deutscher evangelischer Theologe und Alttestamentler

### Polac
- Polac, Michel (1930–2012), französischer Journalist, Autor und Filmregisseur
- Polacchi, Alberto (* 1973), italienischer Skeletonpilot
- Polacco, Luigi (1917–2007), italienischer Klassischer Archäologe
- Poláček, Karel (1892–1945), tschechischer Schriftsteller und Journalist
- Polach, Elisabeth (1902–1945), tschechoslowakisches Opfer des Holocaust
- Polach, Jaroslav (* 1981), slowakischer Poolbillardspieler
- Polachek, Caroline (* 1985), US-amerikanische Sängerin und SongwriterinCaroline Polachek (* 1985)

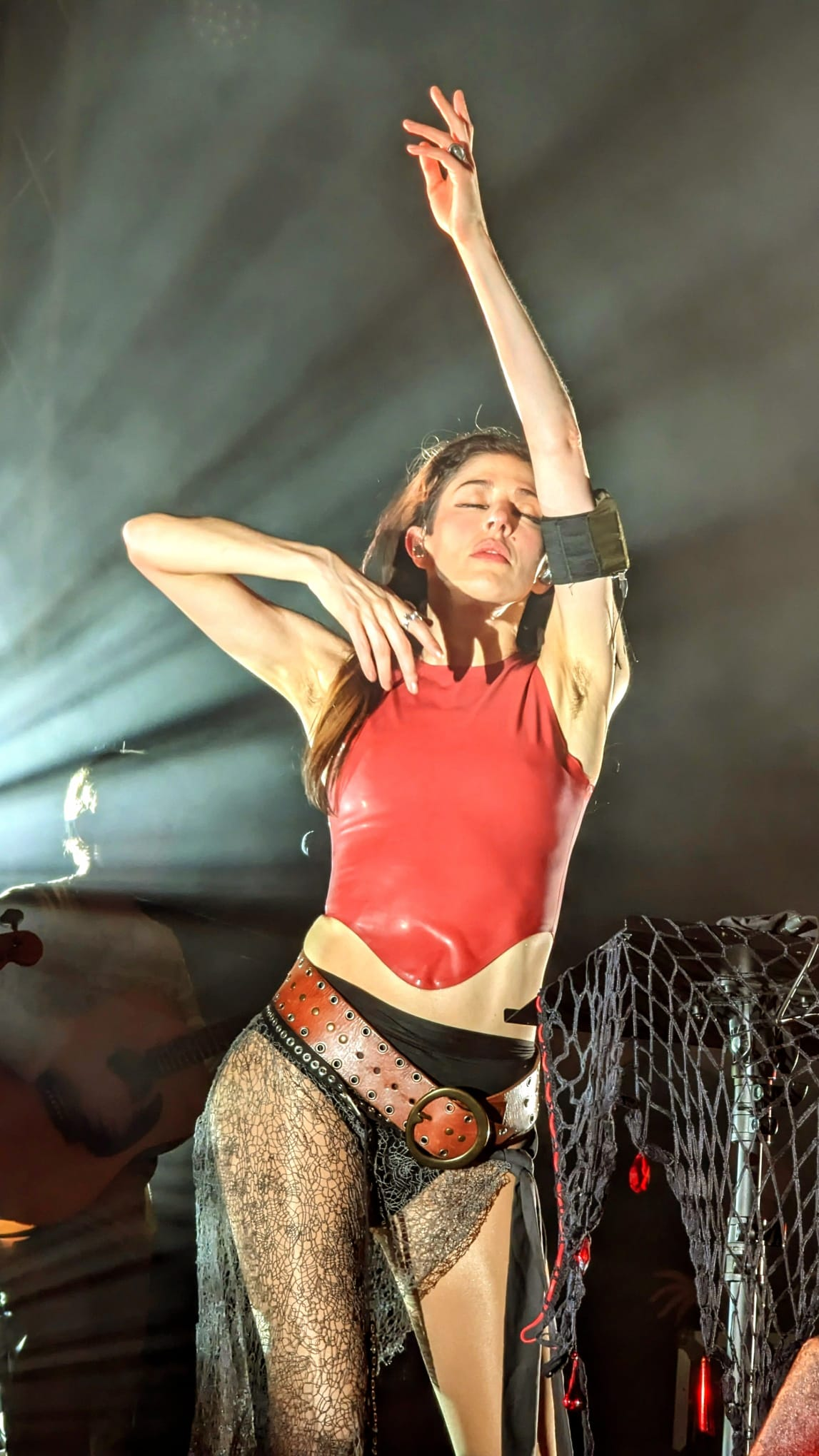
Caroline Polachek (* 1985)

- Polachek, Solomon W. (* 1945), US-amerikanischer Wirtschaftswissenschaftler und Hochschullehrer
- Polachini Rodríguez, Ángel Adolfo (1919–2004), venezolanischer Geistlicher, katholischer Bischof
- Polachirakal, Athanasios Cheriyan (1909–1977), indischer Geistlicher, syro-malankara katholischer Bischof von Tiruvalla
- Polack, Charles August (1860–1934), deutscher Nautiker, Kapitän des Norddeutschen Lloyd
- Polack, Emmanuelle (* 1965), französische Kunsthistorikerin und Autorin
- Polack, Friedrich (1835–1915), deutscher Pädagoge
- Polack, Fritz (1892–1956), deutscher Offizier, zuletzt Generalleutnant im Zweiten Weltkrieg
- Polack, Heidrun (* 1945), deutsche Schauspielerin
- Polack, Jan († 1519), spätgotischer Maler
- Polack, Joel Samuel (1807–1882), erster jüdischer Siedler in Neuseeland, der dort im Jahre 1831 ankam
- Polack, Johann Friedrich (1700–1772), deutscher Rechtswissenschaftler, Mathematiker und Kameralwissenschaftler
- Polack, Oskar, deutscher Schwimmer
- Polack, Peter Wilhelm († 1721), Goldschmied in Reval
- Polack, Siegfried (1899–1944), deutscher Politiker (NSDAP), MdRSiegfried Polack (1899–1944)

Siegfried Polack (1899–1944)

- Poláčková, Alena (* 1964), slowakische Juristin und Richterin am Europäischen Gerichtshof für Menschenrechte
- Poláčková, Anita (* 2003), tschechische Handballspielerin
- Polaco, Peter (* 1973), US-amerikanischer Wrestler
- Polacsek, Otto (* 1904), österreichischer Eisschnellläufer
- Polaczek, Aleksander (* 1980), deutscher Eishockey- und Inlinehockeyspieler
- Polaczek, Dietmar (1942–2020), österreichischer Schriftsteller, Komponist und Journalist
- Polaczek, Ernst (1870–1939), österreichischer Kunsthistoriker

### Polad
- Poladjan, Katerina (* 1971), deutsche Schriftstellerin und ehemalige SchauspielerinKaterina Poladjan (* 1971)

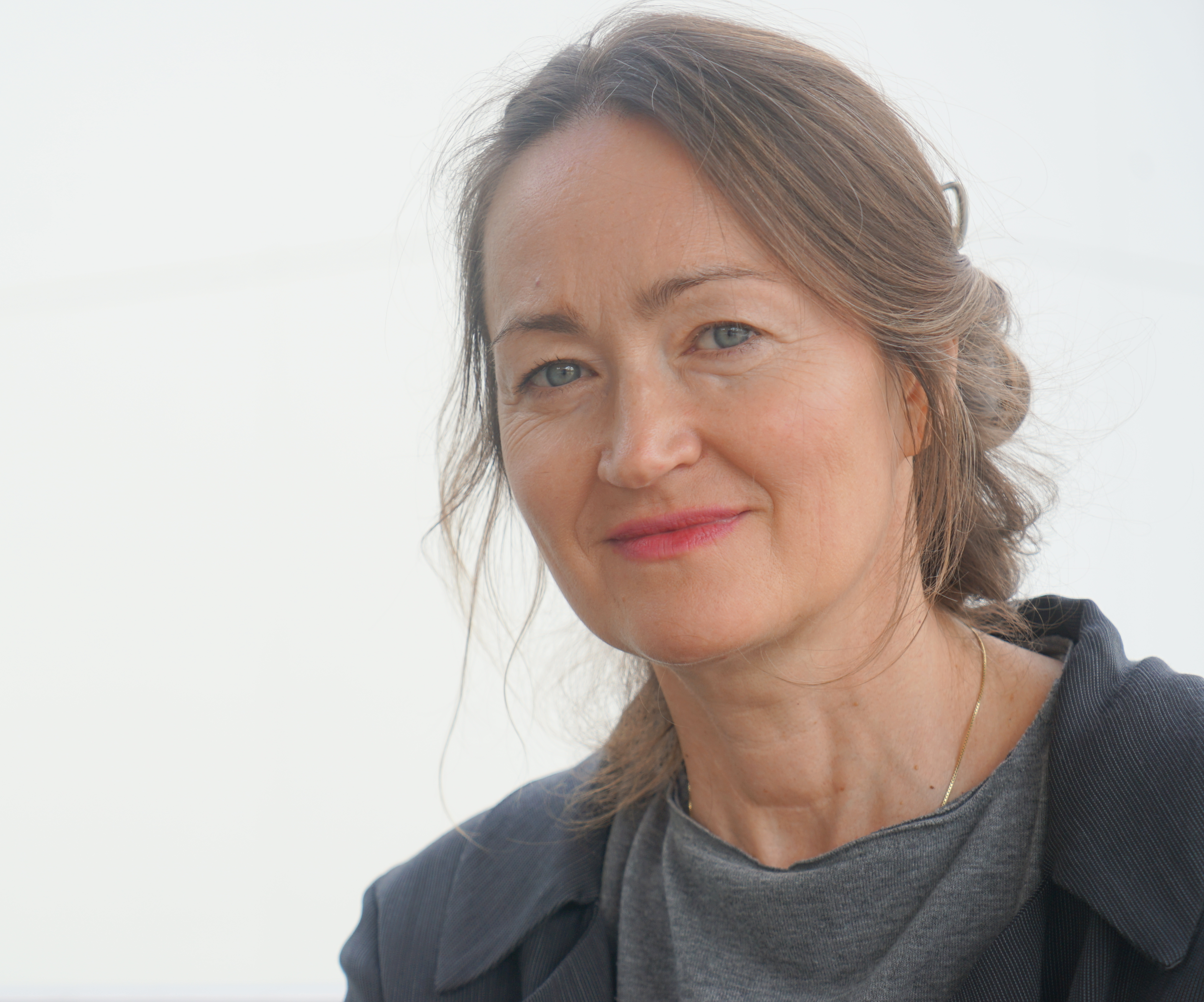
Katerina Poladjan (* 1971)

- Poladjan, Michael (* 1938), russisch-deutscher Künstler
- Poladov, Fuad (1948–2018), sowjetischer bzw. aserbaidschanischer Theater- und Filmschauspieler

### Polah
- Polaha, Kristoffer (* 1977), US-amerikanischer Schauspieler

### Polai
- Polaire (1874–1939), algerisch-französische Ballett-Tänzerin, Sängerin und Schauspielerin

### Polak
- Polak, André (1914–1988), belgischer Architekt
- Polak, Anna (1906–1943), niederländische Turnerin
- Polak, Astrid (* 1935), deutsche Schauspielerin und Synchronsprecherin
- Polak, Carel (1909–1981), niederländischer Politiker (VVD) und Jurist
- Polak, Eleni-Klaoudia (* 1996), griechische Stabhochspringerin
- Polak, Ernst (1886–1947), österreichischer Literaturagent
- Polak, Eva (* 1948), deutsche Hörspiel-, Drehbuch- und Kinderbuchautorin
- Polak, Franz (1909–2000), deutscher römisch-katholischer Pfarrer
- Polak, Gottlieb (1883–1942), österreichischer Oberbereiter und Reitmeister an der Spanischen Hofreitschule in Wien
- Polak, Hanna (* 1967), polnische Regisseurin, Kamerafrau und Filmproduzentin
- Polak, Hanuš (1925–2016), österreichisch-tschechischer Kameramann
- Polak, Henri (1868–1943), niederländischer Gewerkschafter und sozialdemokratischer Politiker
- Polak, Isabell (* 1981), deutsche SchauspielerinIsabell Polak (* 1981)

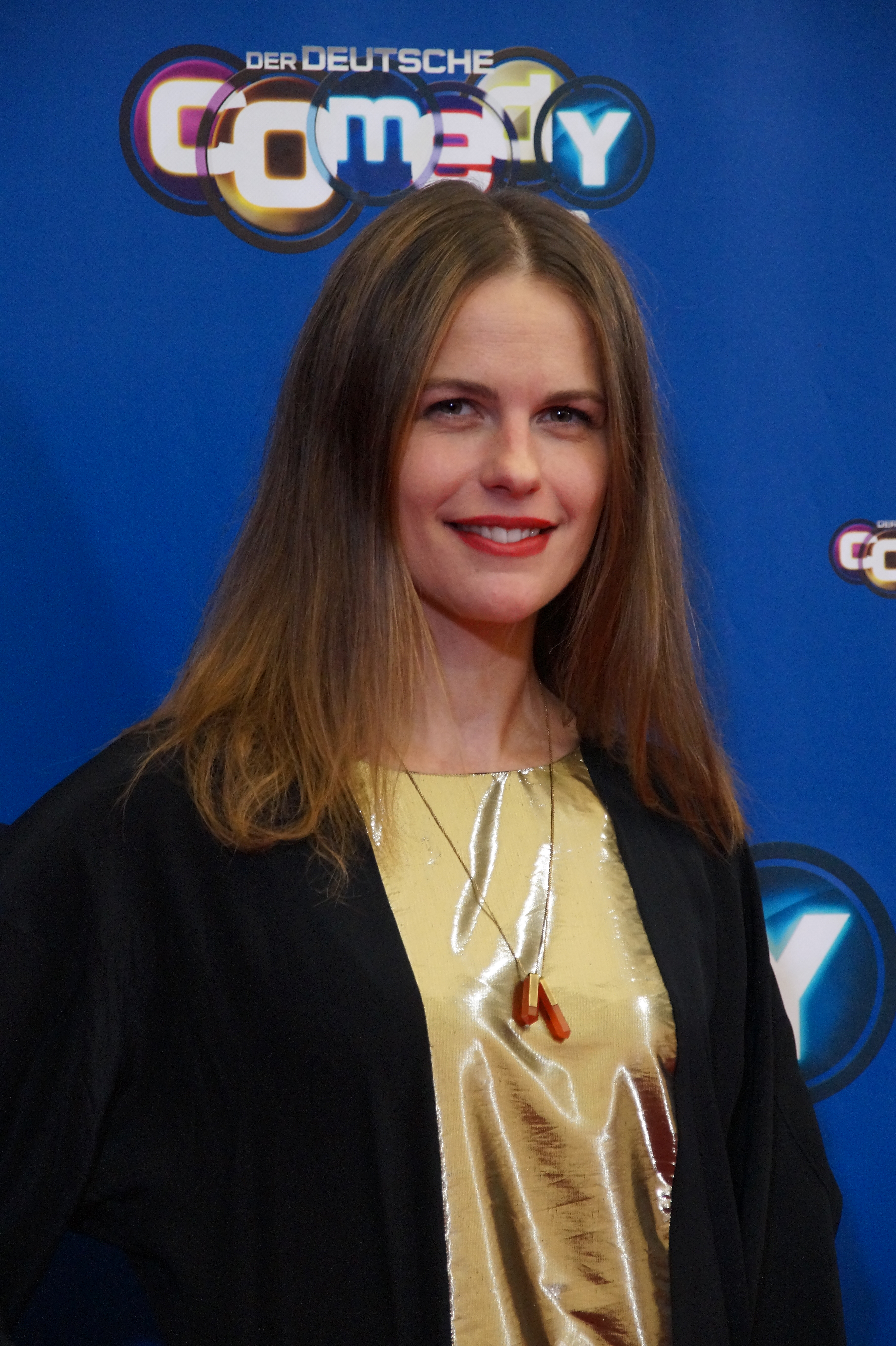
Isabell Polak (* 1981)

- Polak, Jacques J. (1914–2010), niederländischer Ökonom
- Polak, Jakob Eduard (1818–1891), österreichischer Arzt und Ethnograph
- Polák, Jan (* 1981), tschechischer Fußballspieler
- Polák, Jan (* 1989), tschechischer Fußballspieler
- Polak, Jean (1920–2012), belgischer Architekt
- Polák, Jindřich (1925–2003), tschechischer Filmregisseur
- Polák, Jiří (1948–2014), tschechisch-deutscher Schriftsteller, Dramaturg, Drehbuch- und Hörspielautor
- Polák, Jiří (* 1998), tschechischer Sprinter
- Polák, Josef (1923–1994), tschechischer Architekt
- Polak, Kamila (* 1978), österreichische Triathletin
- Polak, Karl (1905–1963), deutscher Jurist, Hochschullehrer und Politiker (SED), MdV, Mitglied des Staatsrat der DDR
- Polak, Karl (1916–1994), deutsches NS-Opfer und KZ-Häftling
- Polak, Leo (1880–1941), niederländischer Philosoph
- Polak, Marcin (* 1982), sehbehinderterer Radrennfahrer
- Polak, Martin Theophil († 1639), polnischer Maler des Barock
- Polak, Michel (1885–1948), belgischer Architekt
- Polák, Milota Zdirad (1788–1856), österreichischer Offizier und tschechischer Dichter
- Polák, Miroslav (* 1966), tschechoslowakischer Skispringer
- Polak, Oliver (* 1976), deutscher Komiker und AutorOliver Polak (* 1976)

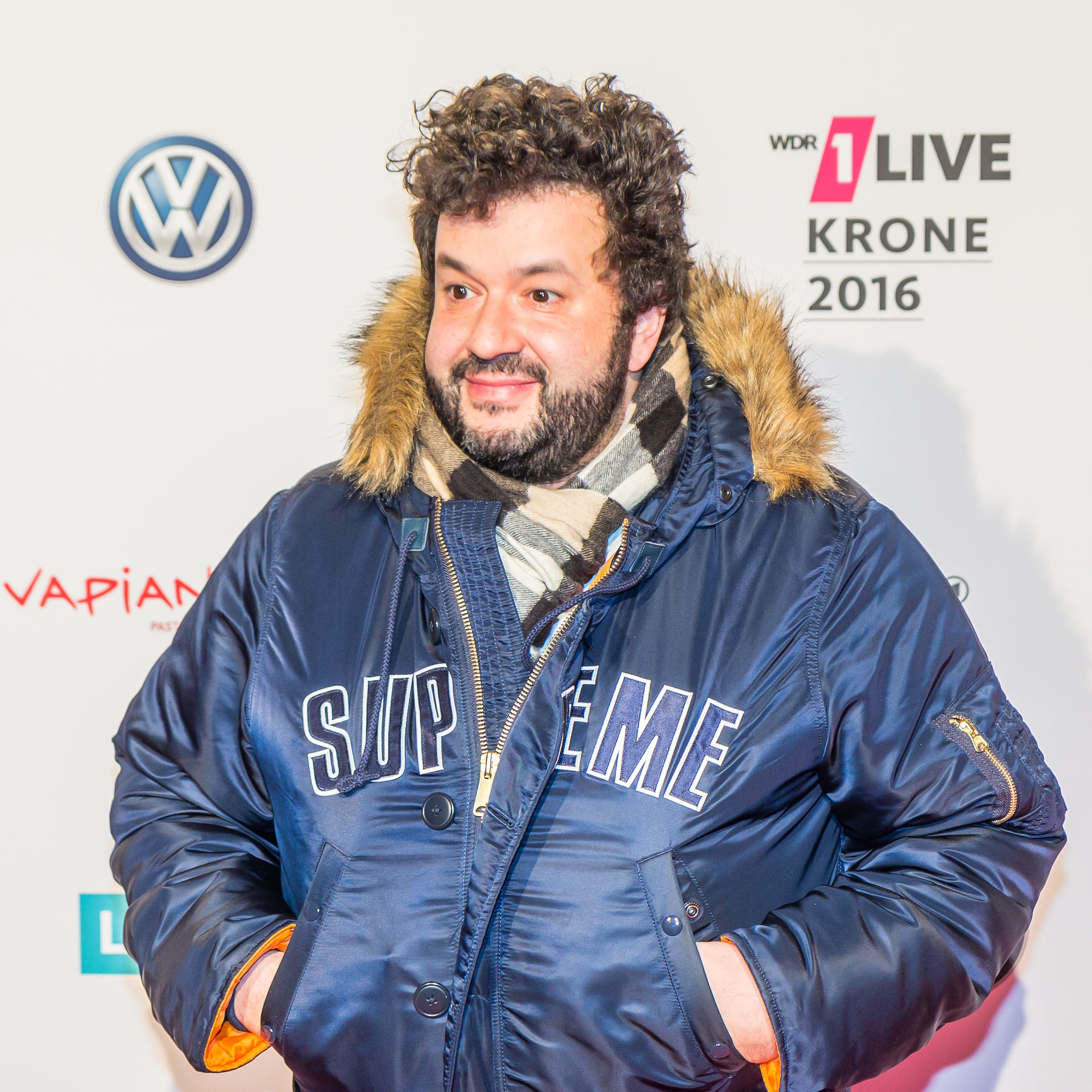
Oliver Polak (* 1976)

- Polak, Otto (1839–1916), böhmisch-österreichischer Anwalt, Landwirt und Abgeordneter
- Polak, Paula (* 1994), deutsche Tennisspielerin und Behindertensportlerin
- Polák, Robin (* 1978), deutscher Regisseur und Drehbuchautor
- Polák, Roman (* 1986), tschechischer Eishockeyspieler und -scout
- Polak, Sidney (* 1972), polnischer Rockmusiker und Schlagzeuger
- Polák, Tomáš (* 1974), tschechischer Schachgroßmeister
- Polak, Tomasz (* 1952), polnischer Theologe
- Polak, Vasek (1914–1997), tschechischer und später amerikanischer Autohändler, Rennfahrer und Rennstallbesitzer
- Polák, Vojtěch (* 1985), tschechischer Eishockeyspieler
- Polak, Willem (1915–1993), niederländischer Angehöriger der Waffen-SS
- Polak, Wim (1924–1999), niederländischer Politiker (PvdA), Bürgermeister von Amsterdam
- Polak, Wojciech (* 1964), polnischer Geistlicher, römisch-katholischer Erzbischof von Gnesen, Primas von PolenWojciech Polak (* 1964)

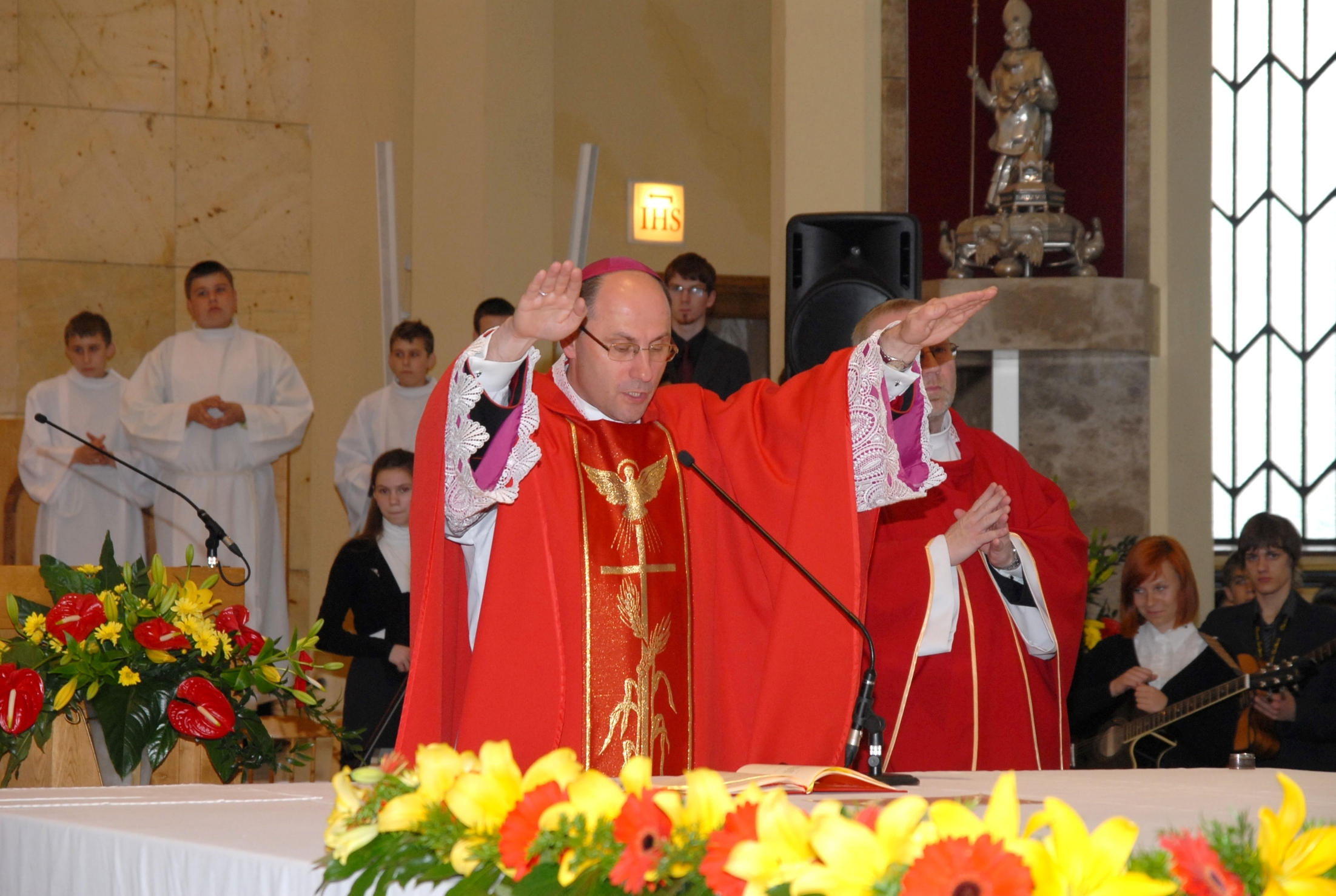
Wojciech Polak (* 1964)

- Polak-Hellwig, Otto (1885–1958), österreichischer Architekt
- Polak-Rosenberg, Charlotte (1889–1942), niederländische Feministin und Sozialaktivistin
- Polak-Schwarz, Henriette (1893–1974), niederländische Unternehmerin und Mäzenatin
- Polakoff, Moses (1896–1993), US-amerikanischer Strafverteidiger
- Poláková, Barbora (* 1983), tschechische Schauspielerin
- Poláková, Nina (* 1985), slowakische Balletttänzerin
- Polakovič, Imrich (1923–1989), tschechoslowakischer Maler
- Polakovič, Štefan (1912–1999), slowakischer Philosoph und Theologe
- Polakovič, Viliam (* 1943), tschechischer Tischtennisspieler und -trainer
- Polakovič, Vincent (* 1984), slowakischer Basketballspieler
- Polakovics, Friedrich (1922–2011), österreichischer Schriftsteller und Übersetzer
- Polakow, Jason (* 1971), australischer Windsurfer und Wellenreiter
- Polakow-Suransky, Sasha (* 1979), südafrikanisch-US-amerikanischer Philosoph und Journalist

### Polam
- Polamalu, Troy (* 1981), US-amerikanischer American-Football-Spieler

### Polan
- Polan, Claire (1937–2003), US-amerikanische Schauspielerin und Filmproduzentin
- Polan, Gregory (* 1950), US-amerikanischer Ordensgeistlicher, Abtprimas der Benediktiner
- Polanc, Christian (* 1978), deutscher Tänzer und Tanztrainer
- Polanc, Jan (* 1992), slowenischer Radrennfahrer
- Polančec, Damir (* 1967), kroatischer Politiker
- Polanco Abreu, Santiago (1920–1988), puerto-ricanischer Politiker
- Polanco Brito, Hugo Eduardo (1918–1996), dominikanischer Geistlicher
- Polanco, César (* 1967), dominikanischer Boxer im Superfliegengewicht
- Polanco, Dascha (* 1982), dominikanische SchauspielerinDascha Polanco (* 1982)

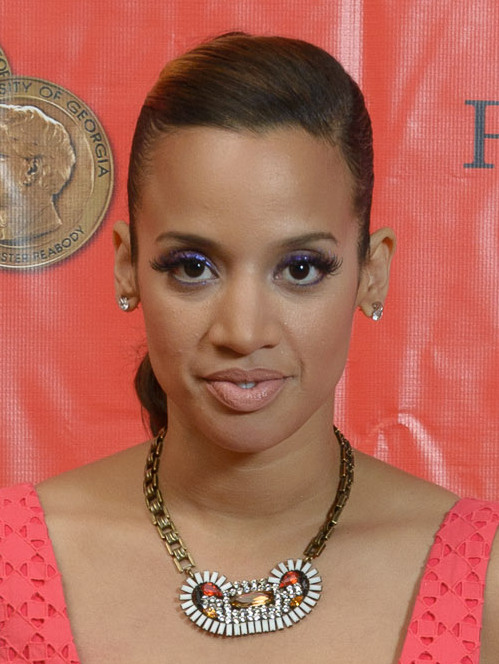
Dascha Polanco (* 1982)

- Polanco, Enrique (* 1992), chilenischer Sprinter
- Polanco, Jesús de (1929–2007), spanischer Medienunternehmer
- Polanco, Jorge (* 1993), dominikanischer Baseballspieler
- Polanco, Juan Alfonso de (1517–1576), Sekretär des ersten Generaloberen der Gesellschaft Jesu
- Polanco, Susano (1902–1991), dominikanischer Tenor
- Polanco, Valentina (* 2002), argentinische Leichtathletin
- Polanczyk, Marcelo Baron (* 1974), brasilianischer Fußballspieler
- Poland, Chris (* 1957), US-amerikanischer GitarristChris Poland (* 1957)

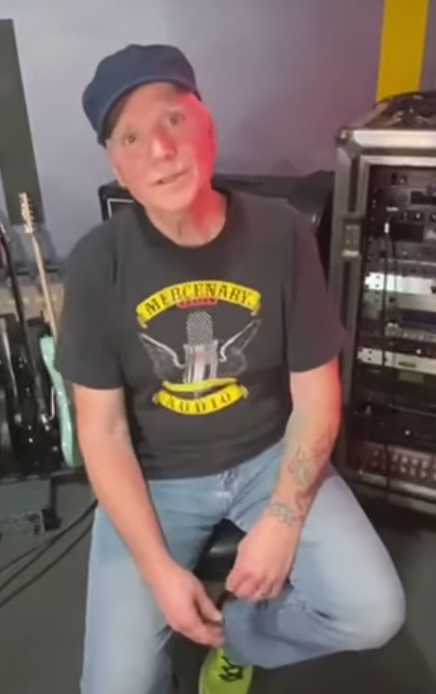
Chris Poland (* 1957)

- Poland, Christoph (* 1949), deutscher Politiker (CDU), MdB
- Poland, Franz (1857–1945), deutscher Klassischer Philologe und Gymnasialdirektor
- Poland, Luke P. (1815–1887), US-amerikanischer Jurist und Politiker
- Poland, Warner (* 1972), US-amerikanischer Musiker, Musikproduzent und Filmkomponist
- Polanec, Marisa (* 1957), österreichische Politikerin (SPÖ), Landtagsabgeordnete, Imkerin
- Polaneczki, Dezső (* 1943), ungarischer Radrennfahrer
- Polani, Pietro († 1148), Doge von Venedig
- Polani, Raffaele, israelischer Opernsänger (Lyrischer Tenor)
- Polano, Ewa (* 1958), schwedische Diplomatin
- Polano, Luigi (1897–1984), italienischer kommunistischer Politiker
- Polano, Oskar (1873–1934), deutscher Gynäkologe und Hochschullehrer
- Polano, Piero (1904–1991), italienischer Radrennfahrer
- Polańska, Patrycja (* 1997), polnische Tennisspielerin
- Polanski, Eugen (* 1986), polnischer Fußballspieler
- Polanski, Franziska (* 1957), deutsche Schriftstellerin und Wissenschaftlerin
- Polanski, Morgane (* 1993), französische Schauspielerin
- Polański, Roman (* 1933), polnischer Filmregisseur und SchauspielerRoman Polański (* 1933)

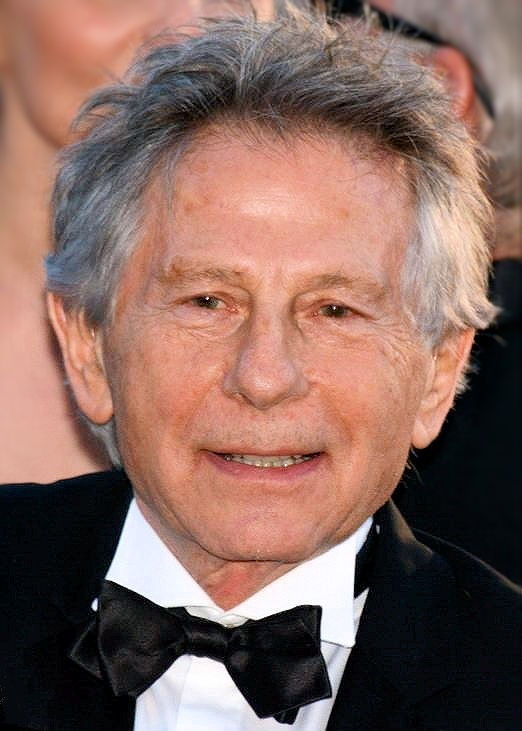
Roman Polański (* 1933)

- Polanský, Jiří (* 1981), tschechischer Volleyballspieler
- Polansky, Lilli (* 2001), österreichische Autorin
- Polansky, Mark L. (* 1956), US-amerikanischer Astronaut
- Polansky, Oskar (1919–1989), österreichischer Chemiker
- Polansky, Paul (1925–2010), slowakisch-österreichischer Radiomoderator
- Polansky, Paul (1942–2021), US-amerikanischer Autor und Roma-Aktivist
- Polansky, Peter (* 1988), kanadischer Tennisspieler
- Polansky, Ronald (* 1948), US-amerikanischer Philosoph
- Polanszky, Rudolf (* 1951), österreichischer Künstler
- Polanuer, Mor (* 1990), israelische Schauspielerin und Regisseurin
- Polanus von Polansdorf, Amandus (1561–1610), deutscher reformierter Theologe
- Polanyi, John Charles (* 1929), kanadischer Chemiker und Physiker, Nobelpreisträger für Chemie
- Polanyi, Karl (1886–1964), ungarischer WirtschaftswissenschaftlerKarl Polanyi (1886–1964)

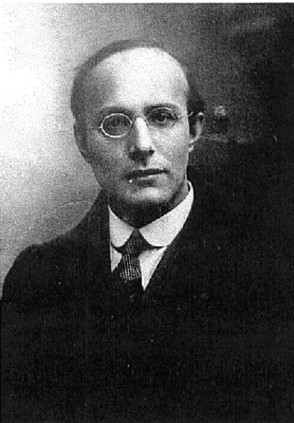
Karl Polanyi (1886–1964)

- Polanyi, Michael (1891–1976), ungarisch-britischer Chemiker und Philosoph
- Polanyi-Levitt, Kari (* 1923), österreichisch-kanadische Entwicklungsökonomin
- Polanz, Carsten (* 1982), deutscher Islamwissenschaftler und Hochschullehrer
- Polanz, Franz (* 1961), österreichischer Fußballspieler und Trainer

### Polar
- Polar, Giovanni (1825–1868), Schweizer Anwalt, Politiker, Tessiner Grossrat und Nationalrat
- Polar, Ignazio (1837–1900), Schweizer Politiker, Tessiner Grossrat und Nationalrat
- Polar, Pietro (1773–1845), Schweizer Kaufmann, Politiker, Tessiner Grossrat und Staatsrat

### Polas
- Polas Bartolo, Yorman (* 1985), kubanisch-deutscher Basketballspieler
- Polaschegg, Andrea (* 1972), deutsche Literatur- und Kulturwissenschaftlerin
- Polaschek, Anton (1855–1912), österreichischer Gymnasiallehrer in Czernowitz und Wien
- Polaschek, Constanze (* 1977), deutsche Redakteurin und Fernsehmoderatorin
- Polaschek, Martin (* 1965), österreichischer Rechtswissenschaftler, Rechtshistoriker und Politiker
- Polášek, Filip (* 1985), slowakischer Tennisspieler
- Polášek, Josef (1899–1946), tschechischer Architekt
- Polasek, Martin (* 1955), österreichischer Fernseh- und Theaterregisseur
- Polášek, Viktor (* 1997), tschechischer Skispringer
- Polasik, Marek (* 1951), polnischer Physiker, Chemiker und Hochschullehrer
- Polaski, Deborah (* 1949), US-amerikanische Opern- und Konzertsängerin (Sopran)
- Polášková, Silvie (* 1998), tschechische Handballspielerin
- Polasky, Janet (* 1951), US-amerikanische Historikerin
- Polastri, Constantin (1933–2009), Schweizer Kunstmaler
- Polastron, Yolande Martine Gabrielle de, duchesse de Polignac (1749–1793), französische Hofdame, Vertraute der Königin Marie AntoinetteYolande Martine Gabrielle de Polastron, duchesse de Polignac (1749–1793)

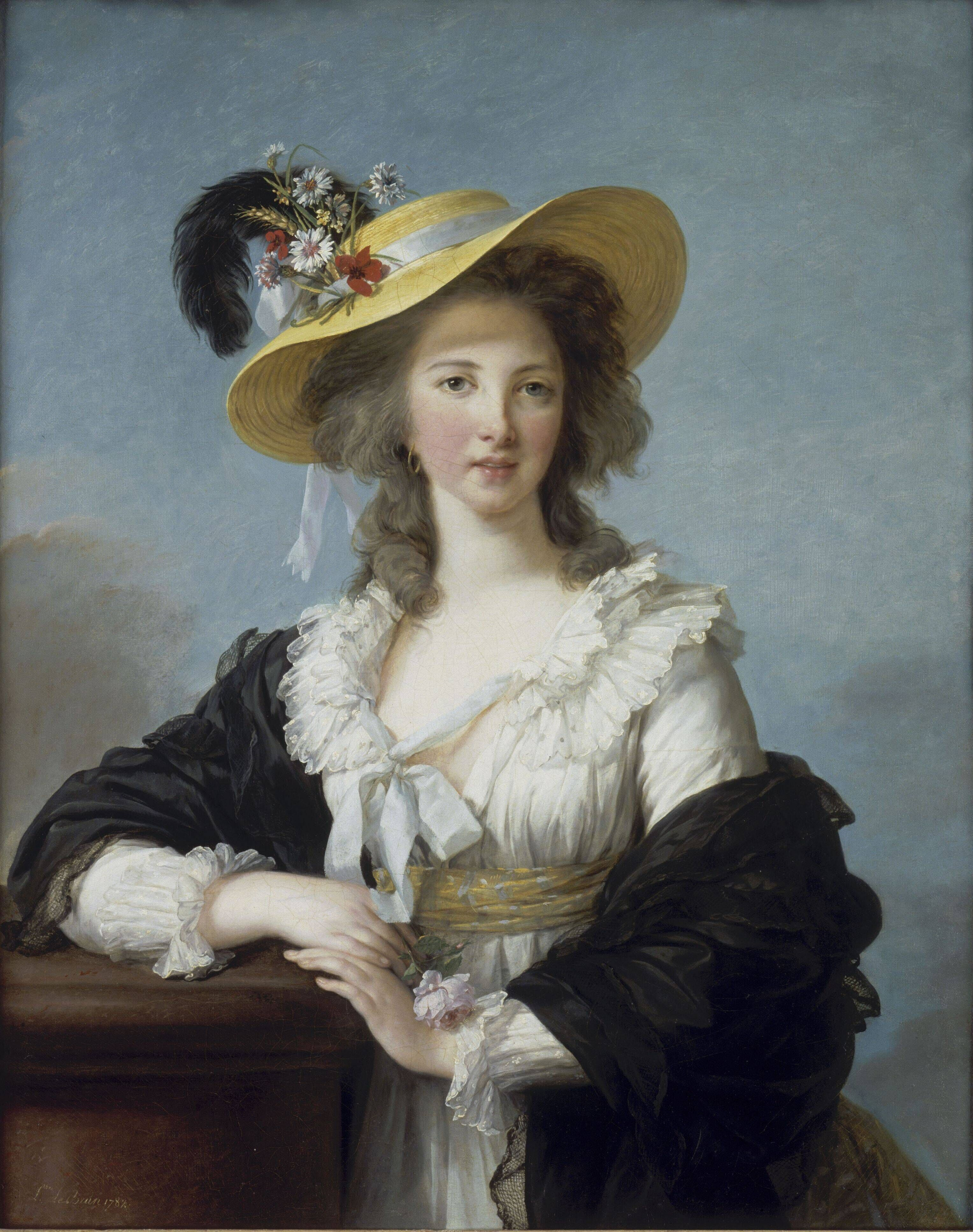
Yolande Martine Gabrielle de Polastron, duchesse de Polignac (1749–1793)

### Polat
- Polat, Adnan (* 1953), türkischer Geschäftsmann
- Polat, Ayşe (* 1970), deutsche Filmregisseurin und Autorin kurdischer Herkunft
- Polat, Ebru (* 1983), türkische Popsängerin
- Polat, Elif (* 1999), türkische Sprinterin
- Polat, Filiz (* 1978), deutsche Politikerin (Bündnis 90/Die Grünen), MdL
- Polat, Furkan (* 1998), türkischer Fußballspieler
- Polat, Mahir (* 1975), türkischer Politiker und Bürokrat
- Polat, Mahir (* 1976), türkischer Denkmalpfleger
- Polat, Mehmet (* 1978), türkischer Fußballspieler
- Polat, Savaş (* 1997), türkischer Fußballspieler
- Polat, Sevda (* 1985), deutsch-türkische Schauspielerin und Sprecherin
- Polat, Vahap (* 1973), türkischer Journalist und Publizist
- Polatajko, Ljubomyr (* 1979), ukrainischer Bahn- und Straßenradrennfahrer
- Polatçı, Aydın (* 1977), türkischer Ringer
- Polatkan, Hasan (1915–1961), türkischer Politiker und Finanzminister der Türkei (1950–1955 und 1956–1960)Hasan Polatkan (1915–1961)

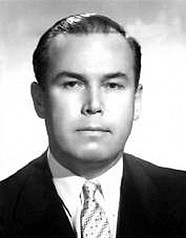
Hasan Polatkan (1915–1961)

- Polatschek, Josef (1910–1984), österreichischer Heimatforscher
- Polatschek, Viktor (1889–1948), österreichischer Klarinettist und Klarinettenpädagoge
- Polatzek, Carl (1803–1850), österreichischer Militärarzt und Politiker
- Polatzek, Johann († 1927), österreichischer k. u. k. Hauptmann und Ornithologe.

### Polau
- Polauke, Günter (* 1948), deutscher Kommunalpolitiker (SED)

### Polav
- Polavarapu, Jyotshna (* 1988), indische Badmintonspielerin
- Polavder, Lucija (* 1984), slowenische Judoka

### Polaw
- Polawat Wangkahart (* 1987), thailändischer Fußballspieler

### Polay
- Polay, Víctor (* 1951), peruanischer Untergrundkämpfer, Mitgründer der peruanischen Untergrundorganisation Movimiento Revolucionario Túpac Amaru

### Polaz
- Polazzo, Derna (1912–1994), italienische Sprinterin und Weitspringerin